# 1. FC Magdebourg
Pour les articles homonymes, voir FCM.
Maillots
Actualités
Le 1. FC Magdebourg est un club allemand de football fondé en 1965 et basé à Magdebourg en Saxe-Anhalt.

## Historique
L'histoire du football à Magdebourg remonte à 1896 quand, le 15 juin, est fondé le Magdeburger FC Victoria 1896, club qui connaîtra ses meilleures années avant la Seconde Guerre mondiale.
Après la Seconde Guerre mondiale apparaissent à Magdebourg de nombreux petits clubs. Trois d'entre eux, SG Sudenburg, SG Lemsdorf et SAG Krupp-Gruson, fusionnent pour former, en 1951, le BSG Stahl Magdebourg, renommé BSG Motor Mitte un an plus tard. La section football de ce club le quitte en 1957 pour rejoindre le SC Aufbau Magdebourg, dont elle se séparera ensuite, le 22 décembre 1965, pour former le 1. FC Magdebourg. Le SC Aufbau Magdeburg monte pour la première fois en première division est-allemande en 1959, redescend en deuxième division en 1966 mais remonte rapidement.
L'âge d'or du football à Magdebourg commence en 1972, sous la houlette de l'entraîneur Heinz Krügel, quand le FCM devient champion de RDA pour la première fois. Il remportera, par la suite, deux autres championnats, en 1974 et 1975. Le FCM gagne d'autres titres en Coupe de République démocratique allemande, qu'il remporte sept fois entre 1964 et 1983. Entre 1969 et 1974, le FCM fournit aussi neuf joueurs à l'équipe nationale de RDA, dont quatre sont sélectionnés dans l'équipe qui participe à la Coupe du monde 1974 en Allemagne de l'Ouest, notamment le buteur Jürgen Sparwasser.

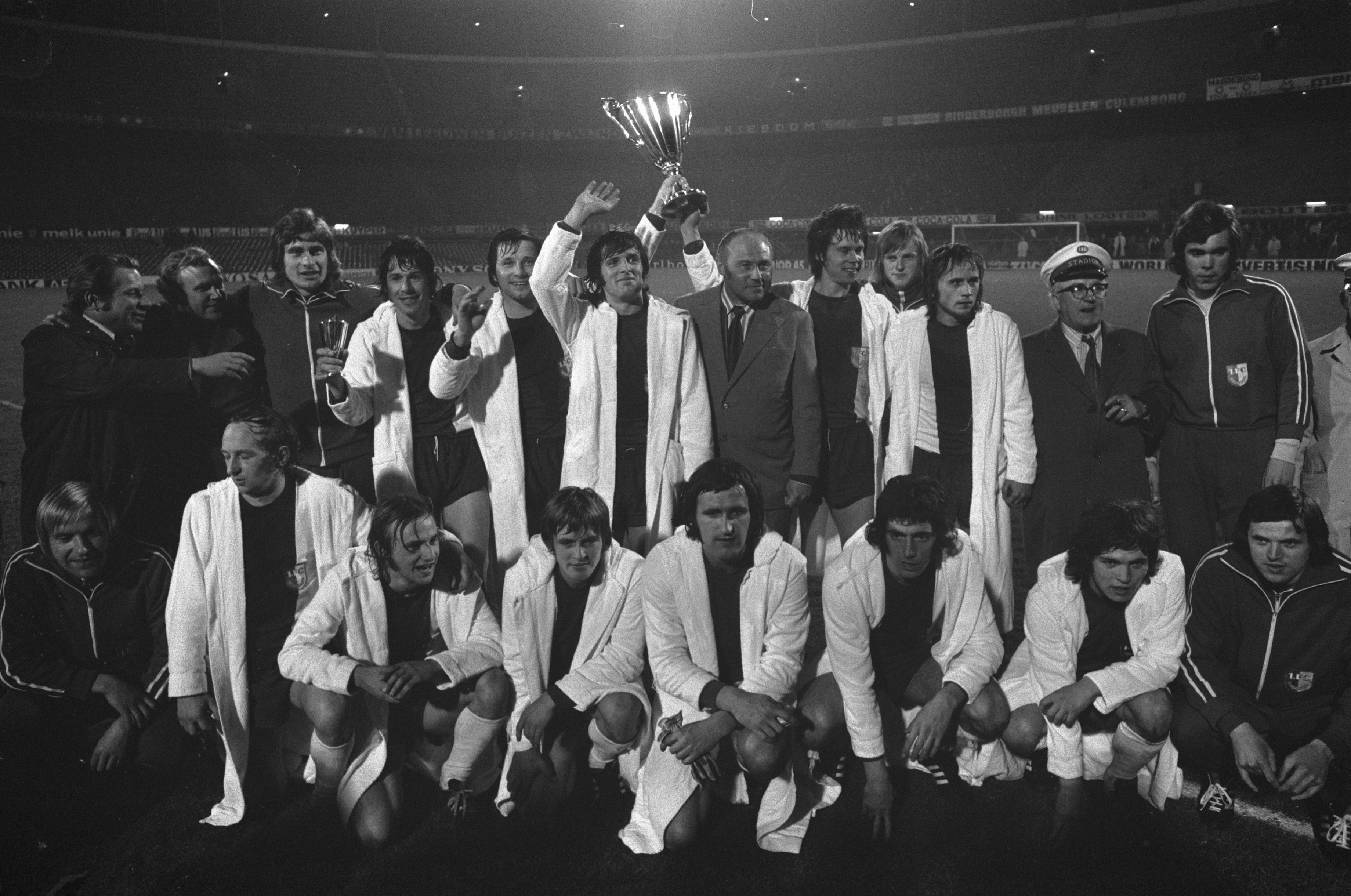
Les joueurs célèbrent leur victoire contre l’AC Milan en Coupe des coupes, le 8 mai 1974

Mais le plus grand triomphe du FC Magdebourg reste la victoire en Coupe des Coupes, le 8 mai 1974. L'équipe remporta la finale 2-0 contre le Milan AC de Gianni Rivera  à Rotterdam et devint ainsi le seul club de République démocratique allemande à avoir conquis une Coupe d'Europe. Malheureusement le club n'arrive pas à se mettre d'accord avec le Bayern Munich pour trouver une date afin de jouer la Supercoupe de l'UEFA.
Entre 1979 et 1981, l'équipe dispute ses matchs  à domicile au Heinrich-Germer-Stadion, car son stade est en rénovation.
Dès la réunification allemande, le FCM perd le contact avec le football de haut niveau et se retrouve en troisième division, encore amateur à l'époque. Le club y végète en milieu de tableau mais se met toutefois en valeur en Coupe d'Allemagne 2000 en éliminant successivement le 1.FC Cologne, le Bayern de Munich et Karlsruhe avant de se faire sortir en quart de finale par Schalke 04.

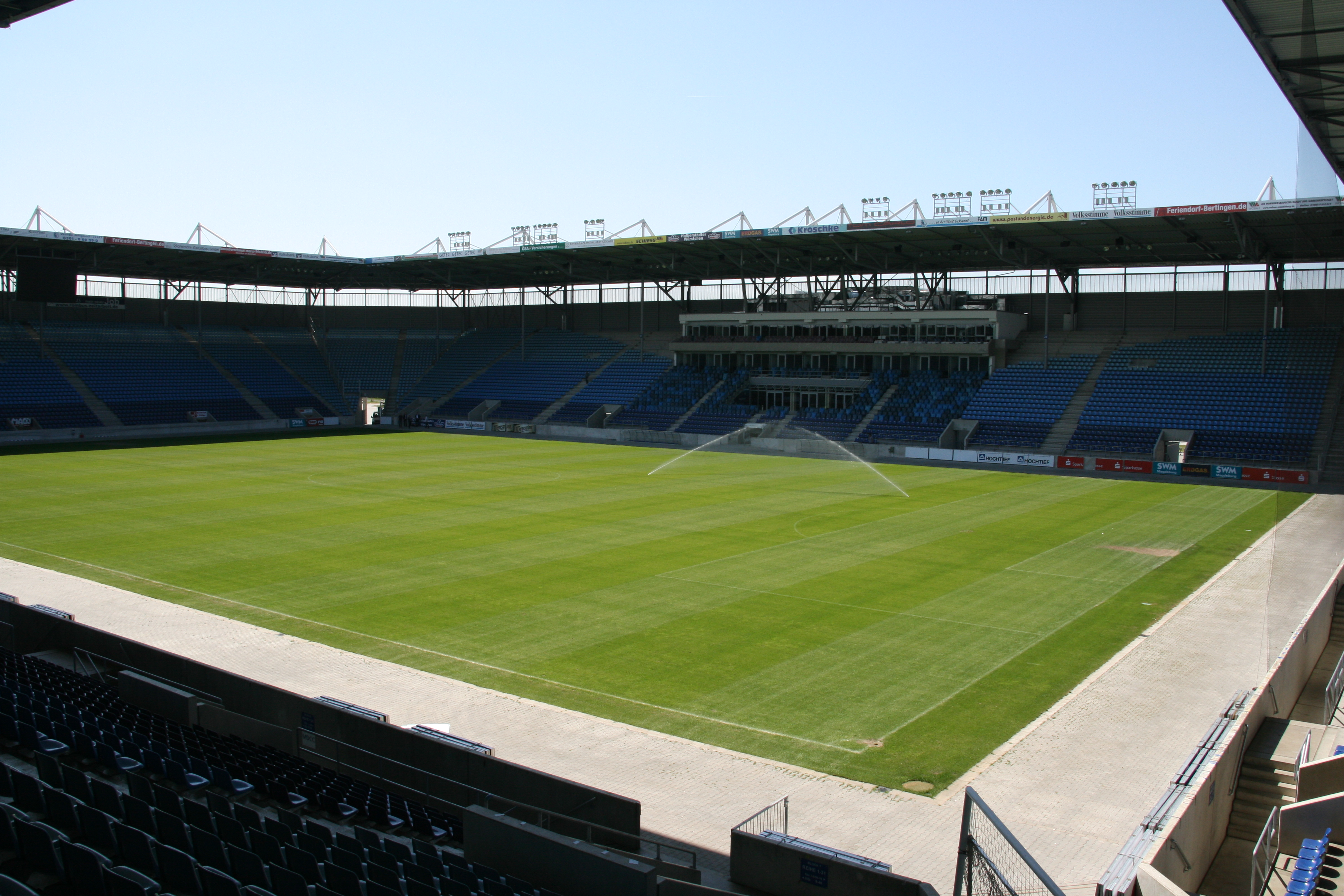
La MDCC-Arena

En 2002, le club est relégué en Oberliga (cinquième division) en raison de problèmes financiers. Plusieurs années sont nécessaires pour stabiliser la situation et la reconstruction du stade Ernst-Grube, remplacé par la MDCC-Arena en 2005, est une étape décisive. Grâce aux recettes supplémentaires permises par cette enceinte moderne de 27 000 places, le club peut se permettre un recrutement ambitieux pour viser le haut niveau. La remontée en Regionalliga (quatrième division) est ainsi obtenue dès 2006. Par la suite, la création d'une troisième division professionnelle (3. Liga) en 2008, pour laquelle le club échoue à se qualifier, contrarie les plans. Il faut attendre la saison 2014 - 2015 pour que le 1. FC Magdebourg monte en 3. Liga et retrouve le statut professionnel après une traversée du désert de plus de vingt ans.
Judicieusement renforcé, le nouveau promu est longtemps à la lutte pour la montée en 2. Bundesliga mais décroche en toute fin de saison pour finir quatrième. En 2016-17, l'échec est encore plus frustrant avec une nouvelle quatrième place à deux points seulement de l'accession aux barrages. Après une nouvelle vague de renforts judicieux, le 1. FCM s'installe vite aux premières loges de la 3. Liga 2017-18 et ne les quitte pas, assurant sa montée en 2.Bundesliga le 21 avril 2018, à trois journées de la fin, à l’issue d’une victoire 2-0 sur le Fortuna Cologne devant 22 316 spectateurs.

Après une saison 2018-2019 très mauvaise, le club finira avant-dernier avec 31 points, 15 défaites, treize matchs nuls et six victoires. La saison 2019-2020 au troisième échelon national fut à peine meilleure, le club finissant 14ème, à 6 points du premier relégué. Lors de la saison 2020-2021, le club se bat pour le maintien dans le troisième échelon national, en février 2021, après une première partie de saison décevante, l’entraîneur est remercié. Le nouvel entraîneur, Christian Titz est engagé le 12 février. Il commence avec trois défaites mais enchaîne ensuite une série de 11 matches sans défaite, dont neuf victoire, qui permet au club de sortir la zone de relégation au soir de la 28ème journée. Magdebourg finira 11ème avec 51 points.

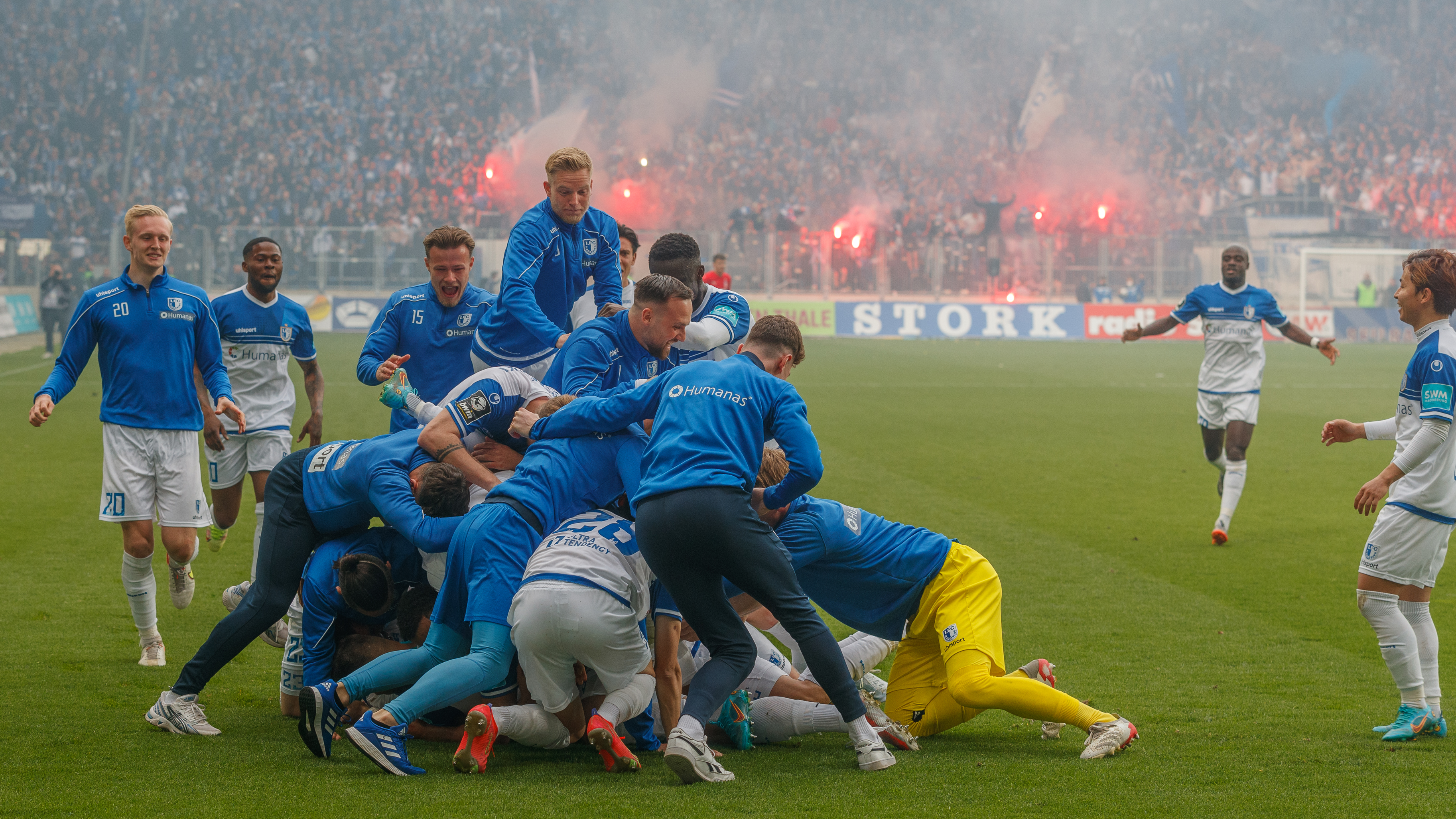
La joie des joueurs du 1. FC Magdeburg après le but du 3-0 contre le FC Zwickau, le 22.04.2022.

La saison 2021-2022 est dans la continuité de la fin de saison 2020-2021 et le club fait partie des favoris à la promotion en 2. Bundesliga. Il prend la première place lors de la 7ème journée et ne la lâche plus jusqu’à la fin de la saison. La promotion et la victoire du championnat sont assurés lors de la 35ème journée. Magdeburg finit la saison avec 78 points et 14 points d’avance sur le 2ème, l’ Eintracht Brunswick.
Lors de la saison 2022-2023, le club a pour objectif le maintien et une saison « sans soucis ». Il se renforce donc durant le mercato estival avec 14 arrivées notamment celles  de Cristiano Piccini, ancien joueur international italien, Jamie Lawrence, Silas Gnaka, Daniel Elfadli ou Mohamed El Hankouri. La première partie de saison est médiocre : 10 défaites, 5 victoires et 2 nuls en 17 matches. Le club est dernier du classement à la trêve internationale après une défaite 3-1 à Bielefeld. La deuxième partie de saison est nettement meilleure : après une défaite 3-2 à Düsseldorf et un nul contre le Karlsruher SC, le club remporte une victoire 3-2 sur le fil à Kiel qui lui permet de sortir de la zone rouge où il ne redescendra plus. Le maintien est assuré le 12.05.2023 grâce à un nul contre le 1. FC Nürnberg, à deux journées de la fin. Magdeburg finit la saison à 11ème place avec 43 points pour 12 victoires, 7 nuls et 15 défaites.

## Palmarès
- Coupe d'Europe des vainqueurs de coupe
  - Vainqueur : 1974

- Championnat de RDA
  - Champion : 1972, 1974, 1975

- Coupe de RDA
  - Vainqueur : 1964, 1965, 1969, 1973, 1978, 1979, 1983
- 3.Liga
  - Vainqueur : 2018, 2022.

## Joueurs et personnalités du club

### Entraîneurs
- Johannes Manthey (1951-55)
- Heinz Joerk (1955-57)
- Johannes Manthey (1957-58)
- Fritz Wittenbecher (1958-62)
- Ernst Kümmel (1962-66)
- Günter Weitkuhn (1966)
- Heinz Krügel (1966-76)
- Günter Konzack (1970-71)
- Klaus Urbanczyk (1976-82)
- Claus Kreul (1982-85)
- Joachim Streich (1985-90)
- Siegmund Mewes (1990-91)
- Joachim Streich (1991-92)
- Grobe (1992)
- Pommerenke (1992-93)
- Engel (1993-94)
- Hoffmann (1994-96)
- Herdle (1996)
- Schmidt (1996-99)
- Görlitz (1999-2000)
- Vogel (2000-01)
- Steffens (2001-02)
- Martin Hoffmann (2002-03)
- Dirk Heyne (2003-07)
- Paul Linz (2007-09)
- Steffen Baumgart (2009-2010)
- Carsten Müller (intérim) (2010)
- Ruud Kaiser (2010-2011)
- Wolfgang Sandhowe (2011)
- Ronny Thielemann (2011-2012)
- Detlef Ullrich (2012)
- Carsten Müller (intérim) (2012)
- Andreas Petersen (2012-2014)
- Jens Härtel (2014-2018)
- Michael Oenning (2018-2019)
- Stefan Krämer (jul.2019-dec.2019)
- Claus-Dieter Wollitz (dec.2019-2020)
- Thomas Hoßmang (2020-fev.2021)
- Christian Titz (fev.2021-jun.2025)
- Markus Fiedler (jun.2025- -)

### Joueurs
- Virginijus Baltušnikas
- Martin Hoffmann
- Jürgen Pommerenke
- Detlef Raugust
- Uwe Rösler
- Dirk Schuster
- Wolfgang Seguin
- Jürgen Sparwasser
- Wolfgang Steinbach
- Joachim Streich
- Axel Tyll
- Manfred Zapf

### Effectif actuel 2023-2024
| N° | Nat.                   | Poste | Nom du joueur                                |
| -- | ---------------------- | ----- | -------------------------------------------- |
| 1  | Drapeau de l'Allemagne | G     | Dominik Reimann                              |
| 2  | Drapeau de l'Italie    | D     | Cristiano Piccini                            |
| 3  | Drapeau du Kosovo      | D     | Andi Hoti                                    |
| 4  | Drapeau du Luxembourg  | D     | Eldin Dzogovic                               |
| 5  | Drapeau de l'Allemagne | D     | Jamie Lawrence (en prêt du Bayern Munich II) |
| 6  | Drapeau de la Libye    | M     | Daniel Elfadli                               |
| 7  | Drapeau de l'Allemagne | D     | Herbert Bockhorn                             |
| 8  | Drapeau de l'Allemagne | M     | Ahmet Arslan                                 |
| 9  | Drapeau des Pays-Bas   | A     | Luc Castaignos                               |
| 10 | Drapeau de l'Allemagne | A     | Jason Ceka                                   |
| 11 | Drapeau du Maroc       | A     | Mohamed El Hankouri                          |
| 12 | Drapeau de la Syrie    | D     | Belal Halbouni                               |
| 13 | Drapeau de l'Allemagne | M     | Connor Krempicki                             |
| 15 | Drapeau de l'Allemagne | D     | Daniel Heber                                 |
| 16 | Drapeau du Zimbabwe    | M     | Jonah Fabish                                 |

| No. | Nat.                        | Position | Nom du joueur          |
| --- | --------------------------- | -------- | ---------------------- |
| 17  | Drapeau de l'Allemagne      | A        | Alexander Nollenberger |
| 19  | Drapeau du Cameroun         | D        | Leon Bell Bell         |
| 20  | Drapeau de l'Angleterre     | A        | Xavier Amaechi         |
| 23  | Drapeau de la Turquie       | A        | Barış Atik             |
| 24  | Drapeau de la France        | M        | Jean Hugonet           |
| 25  | Drapeau de la Côte d'Ivoire | M        | Silas Gnaka            |
| 26  | Drapeau de l'Allemagne      | A        | Luca Schuler           |
| 27  | Drapeau de l'Allemagne      | D        | Malcolm Cacutalua      |
| 29  | Drapeau de l'Allemagne      | M        | Amara Condé            |
| 30  | Drapeau de l'Allemagne      | G        | Noah Kruth             |
| 34  | Drapeau de l'Allemagne      | D        | Tarek Chahed           |
| 35  | Drapeau de l'Allemagne      | M        | Stefan Korsch          |
| 37  | Drapeau du Japon            | A        | Tatsuya Ito            |
| 42  | Drapeau de l'Allemagne      | G        | Julian Pollersbeck     |

Mise à jour au 21 octobre 2023

### Staff
| Nom                | Nationalité | Fonction               |
| ------------------ | ----------- | ---------------------- |
| Markus Fiedler     |             | Entraineur             |
| Saban Uzun         |             | Entraineur Adj.        |
| Andreas Schumacher |             | Entraineur Adj.        |
| Silvio Bankert     |             | Entraineur Adj.        |
| Daniel Widmer      |             | Entraineur Adj.        |
| Matthias Tischer   |             | Entraineur de gardiens |
| Jannik Kirchenkamp |             | Entraîneur Athlétique  |